# Tour de l'Horloge (Cardaillac)
Pour les articles homonymes, voir Tour de l'Horloge.
La tour de l'Horloge est située dans le quartier du Fort, sur la commune de Cardaillac, dans le département du Lot.

## Historique
La tour de l'Horloge est située dans le quartier du Fort de Cardaillac, ancien castrum de la famille de Cardaillac. Cette partie du village était protégée par une enceinte triangulaire. Deux autres tours complétaient cette défense : la tour de Sagnes et la tour dite de « Marquèze ». Cette dernière a été détruite en 1816.
Cette tour, construite au début du XIIIe siècle, a été inscrite au titre des monuments historiques le 15 février 1991.
Elle était autrefois nommée « tour des Barons » car elle avait été érigée par les barons de Cardaillac. Son nom actuel provient de la cloche de l’horloge municipale installée sur sa plate-forme avant la seconde guerre mondiale.
De 2009 à 2015, la tour de Sagnes et la tour de l'Horloge ont été rénovées pour un coût de 271 000 € : travaux de maçonnerie, mise hors d'eau. Des éléments de voûte ont été remplacés.

## Description
La tour de l'Horloge est de section quadrangulaire de 8,15 m de côté à la base. Elle est composée de blocs de grès siliceux extraits localement. Elle était autrefois composée de quatre niveaux dont deux voûtés. Sa base est pleine pour résister aux coups de bélier tout comme pour sa voisine la tour de Sagnes, ainsi que la tour de l'Horloge à Concots. Sa porte d’accès s'ouvre au premier étage, à 3,20 m au-dessus du sol extérieur.

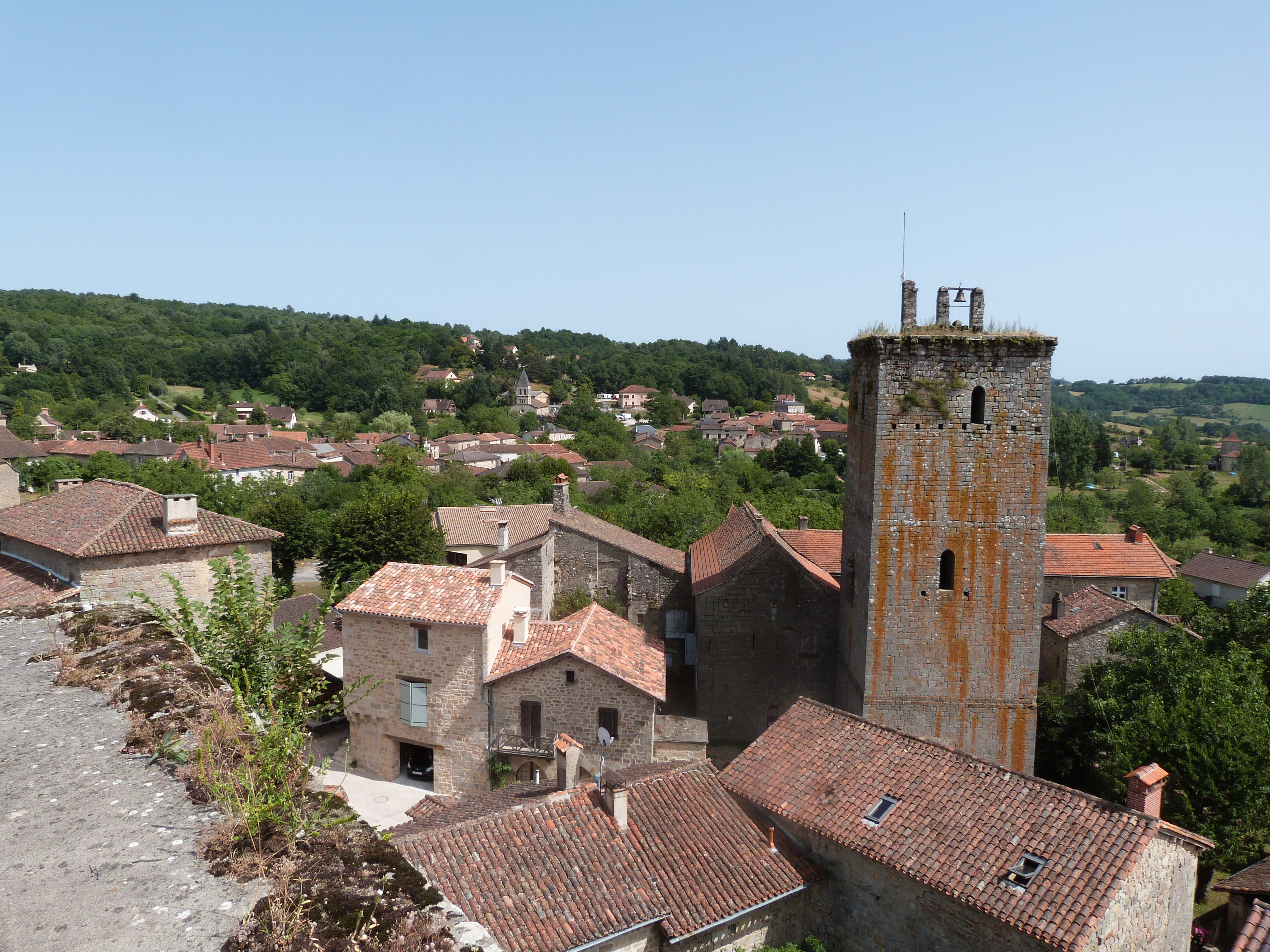
La tour de l'Horloge avant restauration.
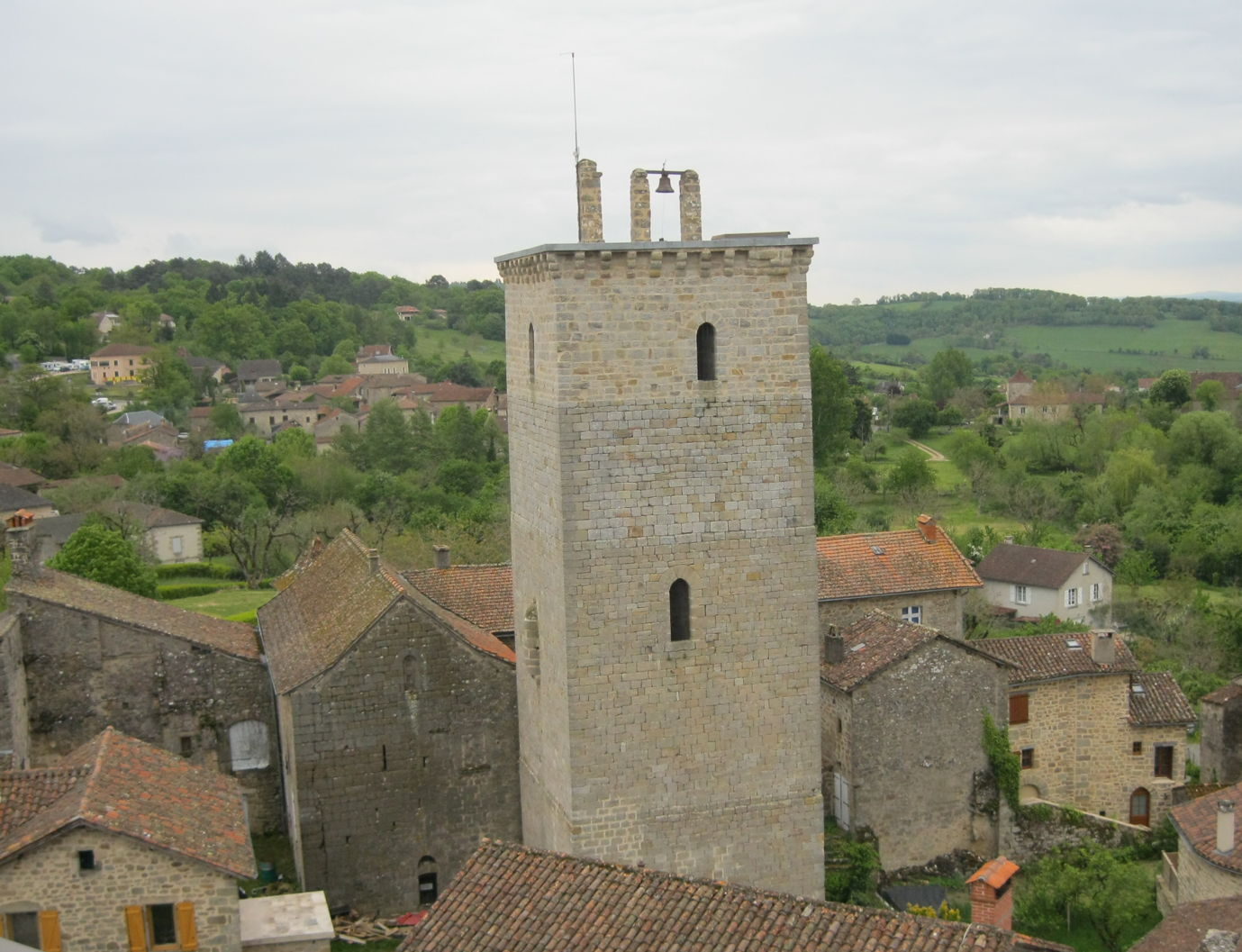
La tour après restauration.